# Хеблер, Ингрид
Ингрид Хеблер (нем. Ingrid Haebler; 20 июня 1929, Вена — 14 мая 2023) — австрийская пианистка и педагог.

## Жизнь и творчество
Ингрид родилась в семье промышленника, барона Армина фон Хеблера и Шарлотты фон Шюх. Детство и юность её прошли в Польше. Учиться фортепианной музыке начала в возрасте 6 лет под руководством своей матери; уже в детстве пробовала сочинять музыку. К началу Второй мировой войны семья переехала в Зальцбург, где 11-летняя девочка дала свой первый публичный концерт, на котором исполняла одну из пьес Моцарта и свои собственные произведения. После войны училась в Венской академии музыки у Пауля Вайнгартена и в стенах Зальцбургского Моцартеума. В 1950 году занималась в Женеве у Никиты Магалова, затем — в Париже у Маргариты Лонг.
Ингрид Хеблер дважды награждалась II премией на Международном конкурсе пианистов в Женеве, и в 1954 году завоевала I место на Международном конкурсе музыкальных исполнителей Первого канала телевидения ФРГ (ARD). После этого успеха пришло международное признание, И. Хеблер много гастролировала с концертами, на которых исполняла в первую очередь фортепианную и камерную музыку Моцарта. Особенно известными были совместные выступления И. Хеблер с мексиканским скрипачом Генриком Шерингом с исполнением скрипичных сонат Моцарта. С 1969 года И. Хеблер — профессор в зальцбургском Моцартеуме.
Умерла 14 мая 2023 года в возрасте 93 лет.